# 매직 쿵! 르네상스
매직 쿵! 르네상스(일본어: マジきゅんっ! ルネッサンス)는 선라이즈에서 제작한 일본의 애니메이션이다. 2016년 10월부터 12월까지 방영되었다.

## 등장인물

### 주요인물
아이가사키 코하나 (愛ヶ咲 小花)
성우 : 센본기 사야카 (TV 애니메이션만)
이치죠우지 테이카 (一条寺 帝歌)
성우 : 우메하라 유이치로, 카네코 아야카 (유년 시절)
스미노미야 아오이 (墨ノ宮 葵)
성우 : KENN
타테와키 린타로 (帯刀 凛太郎)
성우 : 오노 유우키, 츠즈키 토모코 (유년 시절)
안죠 루이 (庵條 瑠衣)
성우 : 하타노 와타루, 이노우에 마리나 (유년 시절)
츠쿠시 모네 (土筆 もね)
성우 : 아오이 쇼타
히비키 카나토 (響 奏音)
성우 : 에구치 타쿠야

### 그 외
치카마츠 쥬리 (近松 珠里)
성우 : 미나가와 쥰코
토도 치에리 (陶堂 千彫)
성우 : 코니시 카츠유키
츠쿠시 루노 (土筆 るの)
성우 : 사와시로 치하루
치토세 유즈루 (千歳 弓弦)
성우 : 요시노 히로유키
이치죠우지 마사나 (一条寺 雅声)
성우 : 신가키 타루스케 (TV 애니메이션만)
이치죠우지 신라 (一条寺 神楽)
성우 : 히라카와 다이스케 (TV 애니메이션만)
교장 (校長)
성우 : 오오츠카 아키오
아이가사키 사쿠라 (愛ヶ咲 さくら)
성우 : 타무라 유카리 (TV 애니메이션만)
타테와키 켄타로 (帯刀 研太郎)
성우 : 무기히토
샤를스 (シャルル)
성우 : 란즈베리 아서
쿠메키 토키오미 (功刀 刻臣)
성우 : 니시야마 코타로